# 瓦凱

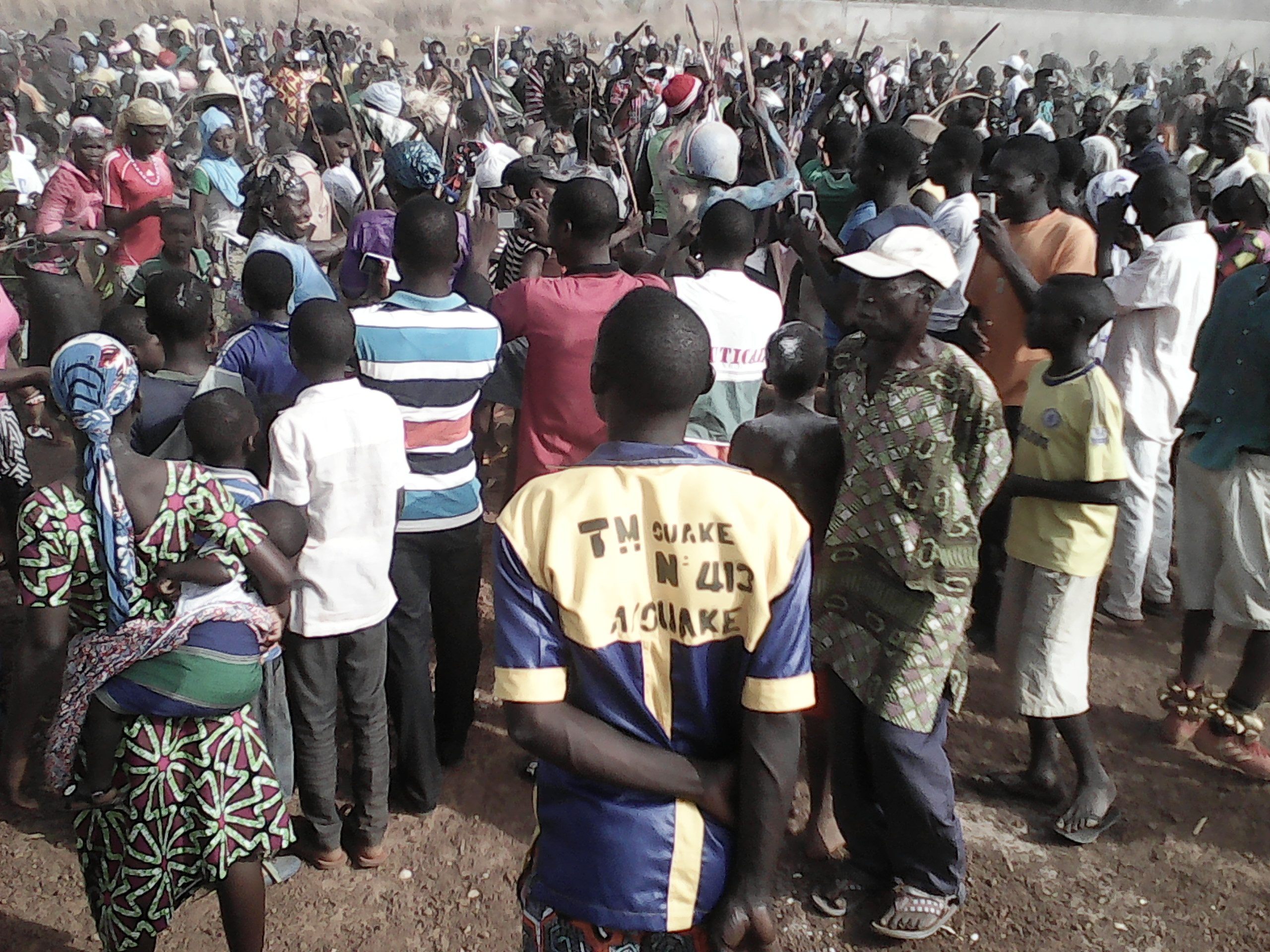
正在舉行慶典的瓦凱居民

瓦凱（法語：Ouaké）是貝寧的城鎮，位於該國中西部，由峽谷省負責管轄，面積663平方公里，海拔高度429米，2013年該城鎮人口74,289，人口密度每平方公里112人。